# Microdipodops pallidus
Espèce
Statut de conservation UICN

 LC  : Préoccupation mineure
Microdipodops pallidus est une espèce de rongeurs de la famille des Heteromyidae endémique des États-Unis.
Cette espèce a été décrite pour la première fois en 1901 par un zoologiste américain, Clinton Hart Merriam (1855-1942).

## Répartition
Cette espèce est présente en Californie et au Nevada. On la trouve principalement entre 1 200 et 1 700 m d'altitude. Elle vit dans les déserts dominés par Atriplex confertifolia et Artemisia tridentata.

## Mode de vie
Elle est nocturne et solitaire.

## Liste des sous-espèces
Selon Mammal Species of the World (version 3, 2005)  (2 juin 2016) :
- sous-espèce Microdipodops pallidus ammophilus
- sous-espèce Microdipodops pallidus pallidus
- sous-espèce Microdipodops pallidus purus
- sous-espèce Microdipodops pallidus restrictus
- sous-espèce Microdipodops pallidus ruficollaris